# Patellifolia
Patellifolia is een geslacht uit de amarantenfamilie (Amaranthaceae). Het geslacht komt voor in Macaronesië, mediterraan Afrika, de Sahara, Somalië en op Socotra.

## Taxonomie
Tot 2006 werd Patellifolia meestal niet erkend als een apart geslacht, vanwege de gelijkenissen met het geslacht Beta (biet). Maar recent moleculair-genetisch onderzoek door Kadereit en anderen uit 2006 en Romeiras et al. (2016) toonde aan dat een groot genetisch verschil bestaat tussen Beta en Patellifolia, en sindsdien is de status als apart geslacht bevestigd.

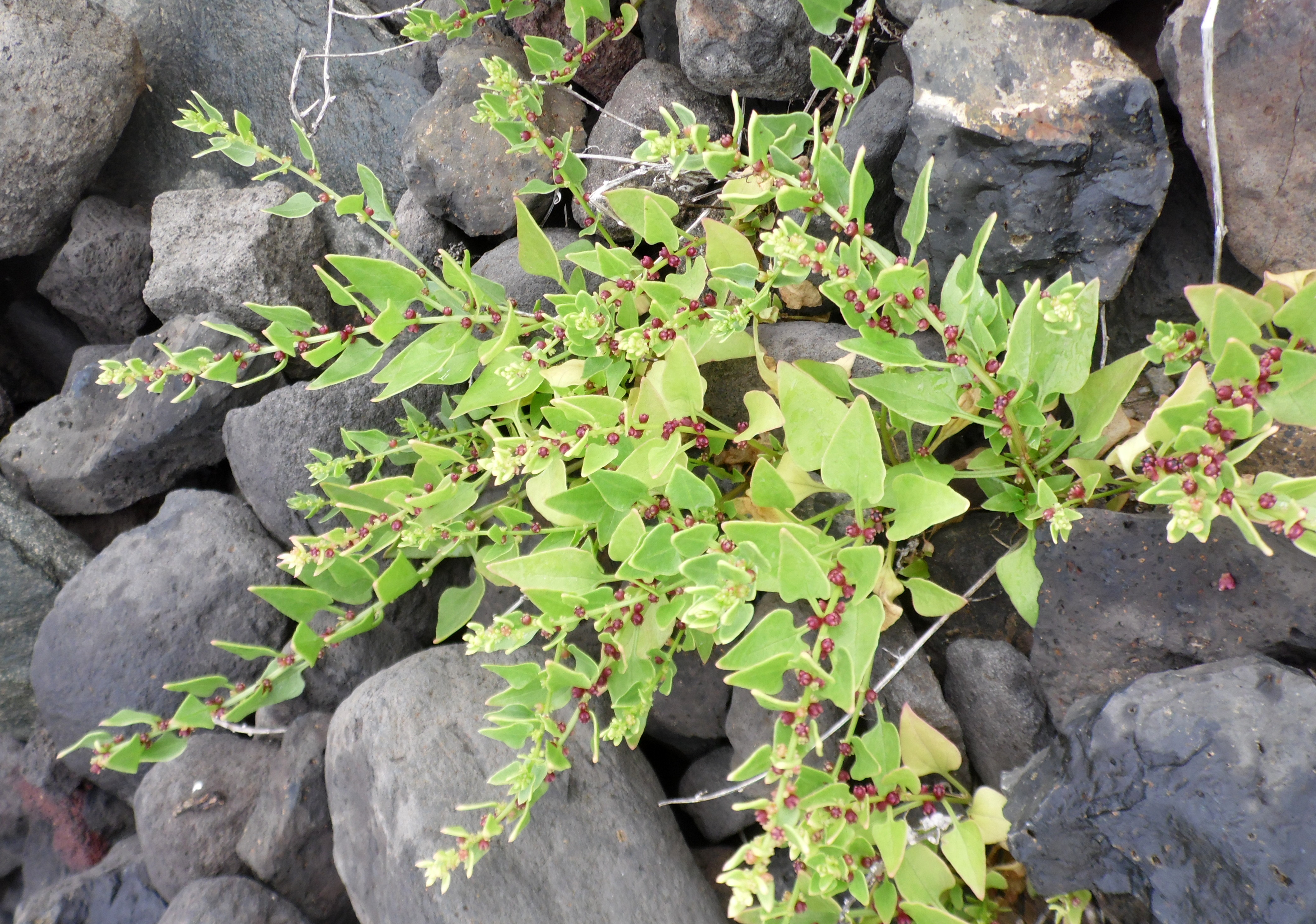
P. patellaris

Er is discussie over de vraag of het geslacht een of drie soorten omvat:
- Patellifolia patellaris (Moq.) A.J. Scott & al. (synoniem: Beta patellaris Moq.), komt voor in droge rotsachtige kustregio's, wijdverspreid in Macaronesië (Canarische eilanden, Madeira, Kaapverdië) en in het westelijke Middellandsezeegebied (Spanje, Balearen, Sicilië, Marokko), Noord-Afrika,[3] en de Hoorn van Afrika.[4]
- Patellifolia procumbens (Chr. Sm.) A.J. Scott & al. (synoniem: Beta procumbens Chr. Sm.), komt voor in droge kustgebieden in Macaronesië.[3]
- Patellifolia webbiana (Moq.) A.J. Scott & al. (synoniem: Beta webbiana Moq.), endemisch op Gran Canaria, op stikstofrijke ruderale terreinen.[3] Deze soort is kritiek bedreigd.[5]

Het onderscheid tussen de drie soorten is lastig en mogelijk betreft het een enkele soort.
Maar het bleek niet mogelijk om Patellifolia patellaris te kruisen met de andere twee soorten, wat de suggestie wekt dat het toch een eigen soort is.

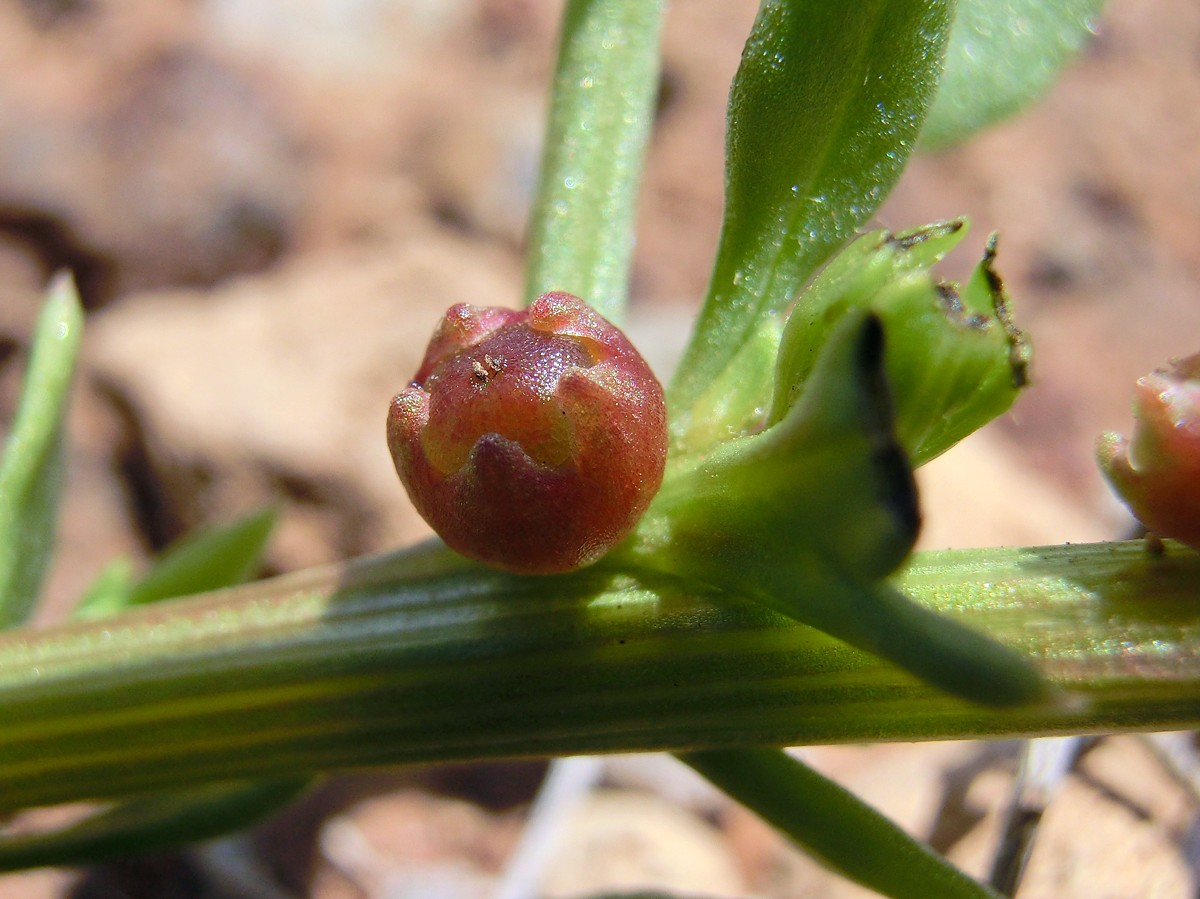
Vruchtje van P. patellaris

## Evolutie
Patellifolia is een oud geslacht; de divergentie van het meest verwante geslacht Beta heeft vermoedelijk al plaatsgevonden in het late Oligoceen. De drie huidige soorten zijn relatief jong; waarschijnlijk afgesplitst in het late Plioceen of vroege Kwartair. De huidige geografische spreiding suggereert dat dit geslacht vroeger wijdverspreid was, maar later opgesplitst is geraakt doordat tussenliggende habitats verdwenen.

## Mogelijkheden voor plantenveredeling
Patellifolia is mogelijk een interessante kandidaat voor donatie van genen. Patellifolia schijnt ongevoelig te zijn voor enkele veel voorkomende ziekten van bieten, waaronder bladvlekkenziekte veroorzaakt door de schimmel Cercospora beticola, echte meeldauw, eveneens veroorzaakt door een schimmel, en krulziekte en rizomanie veroorzaakt door virussen. Alle drie de soorten zijn verder zeer ongevoelig voor het wit bietencystenaaltje (Heterodera schachtii). De drie soorten verschillen in de mate van resistentie: P. patellaris is niet helemaal ongevoelig, maar op de andere twee soorten worden de aaltjes nooit volwassen.
... · 
Achyranthes · 
Aerva ·
Alternanthera ·
Amaranthus (Amarant) · 
Atriplex (Melde) · 
Axyris · 
Bassia (Zoutkruid) · 
Beta (Biet) · 
Blitum (Spiesganzenvoet) · 
Celosia · 
Chenopodium (Ganzenvoet) · 
Corispermum (Vlieszaad) · 
Dysphania · 
Halimione (Zoutmelde) · 
Halocnemum · 
Halothamnus · 
Haloxylon · 
Kochia · 
Krascheninnikovia · 
Polycnemum (Knarkruid) · 
Patellifolia · 
Ptilotus · 
Pupalia ·
Salicornia (Zeekraal) · 
Salsola (Loogkruid) · 
Spinacia · 
Suaeda · 
Traganum · 
...